# Joey (tv-serie)
 For alternative betydninger, se Joey. (Se også artikler, som begynder med Joey)
Joey er en spin-off tv-serie af Venner der omhandler karakteren Joey Tribbiani og hans tid efter Venner.
Han er rejst fra New York til Los Angeles i håb om at få mere gang i sin skuespillerkarriere. Der bor også hans søster Gina (Drea de Matteo) og hendes søn Michael (Paulo Costanzo).
Serien blev dog aldrig den succes, man havde håbet på, og serien sluttede allerede efter to sæsoner. Men på trods af det har serien stadigvæk sine fans rundt om i verden og serien solgte godt på det internationale marked. 

## Rolleliste
- Joey Tribbiani - Matt LeBlanc
- Gina Tribbiani - Drea de Matteo
- Michael Tribbiani - Paulo Costanzo
- Alexis Garrett - Andrea Anders
- Roberta Morganstern - Jennifer Coolidge